# 埃勒巴赫河
50°56′19.16″N 6°20′43.64″E / 50.9386556°N 6.3454556°E

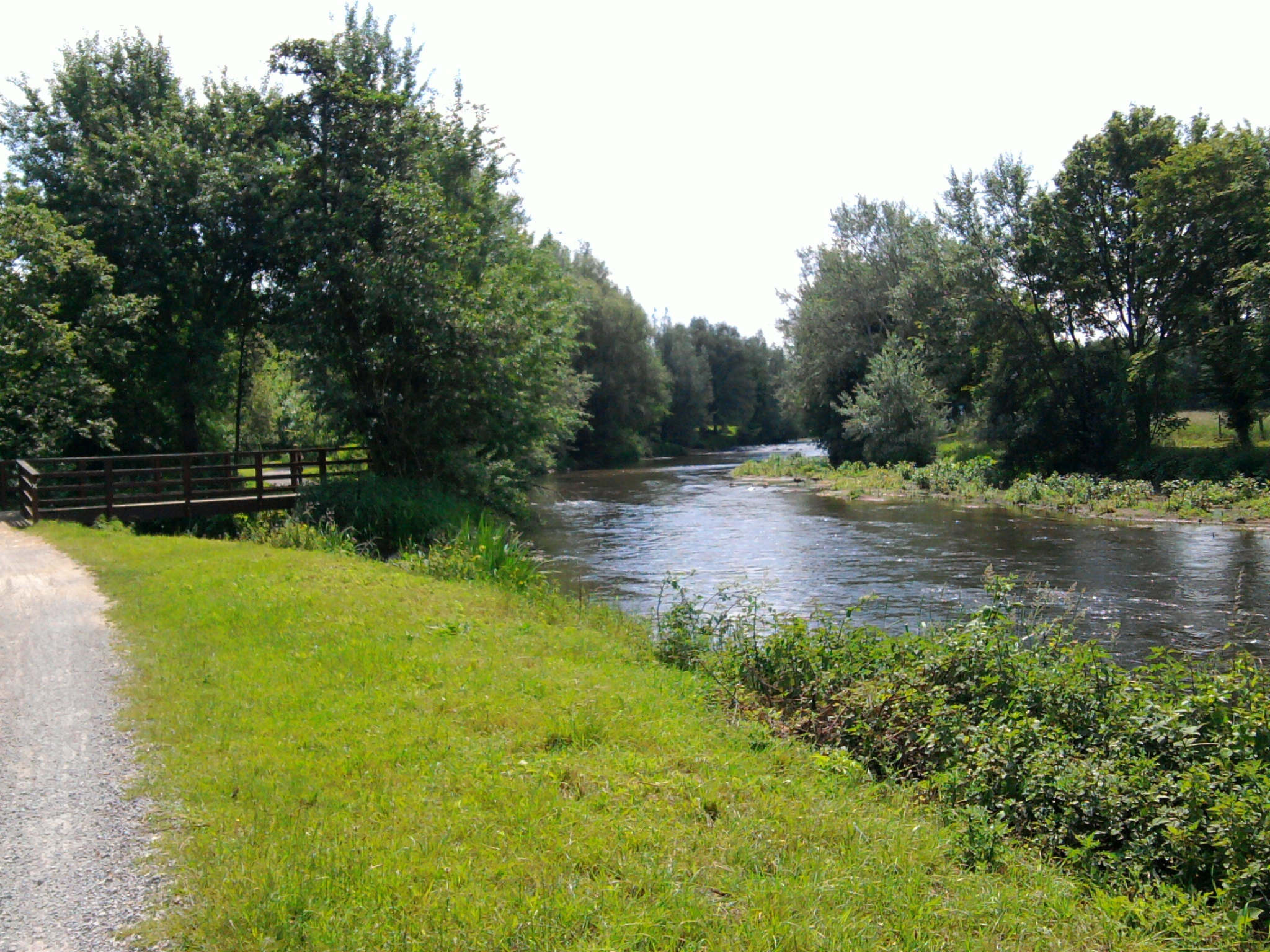

埃勒巴赫河（德語：Ellebach），是德國的河流，位於該國西部，流經北萊茵-威斯特法倫州，屬於魯爾河的支流，河道全長33.6公里，流域面積112.6平方公里。